# Estación de Langenthal
La estación de Langenthal es la principal estación ferroviaria de la comuna suiza de Langenthal, en el Cantón de Berna.

## Historia
La estación de Langenthal fue abierta en el año 1857 con la apertura al tráfico ferroviario del tramo Herzogenbuchsee - Olten hizo que se completara la línea Berna - Olten. En 1907 se inauguró la línea de vía métrica Langenthal–Jura-Bahn, a la que se sumó en 1913 la línea Langenthal–Melchnau-Bahn, también de ancho métrico.

## Situación
La estación se encuentra ubicada en la zona oeste del núcleo urbano de Langenthal, y perfectamente integrado en él. Tiene un total de dos andenes, siendo uno lateral y el otro central, y siete vías pasantes, en la zona de ancho estándar, a las que hay que sumar un andén central, dos vías pasantes y un pequeño depósito en la zona de vía métrica. Del norte de la estación parte un pequeño ramal que aprovecha el antiguo trazado de la línea Herzogenbuchsee - Soleura para dar servicio a una fábrica. La estación está situada en términos ferroviarios en la línea férrea Berna - Olten, y en las líneas Langenthal–Jura-Bahn y Langenthal–Melchnau-Bahn de vía métrica, hoy día ambas integradas en Aare Seeland mobil.

## Servicios ferroviarios
Los servicios son prestados por SBB-CFF-FFS, que ofrece conexiones de larga distancia y regionales, y Aare Seeland mobil que opera las líneas de vía métrica.

### Larga distancia
- IR Berna - Burgdorf - Herzogenbuchsee - Langenthal - Olten - Zúrich - Zúrich-Aeropuerto - Schaffhausen. Conexiones InterRegio cada hora por sentido. No todas llegan hasta Schaffhausen, acabando algunos servicios en Zúrich o en Olten.

### Regional
- RE Berna - Burgdorf - Wynigen - Herzogenbuchsee - Langenthal - Olten. Trenes RegioExpress con frecuencias cada hora desde primera hora de la mañana hasta la medianoche.[1]
- R Langenthal - Soleura. Operado por Aare Seeland mobil.
- R Langenthal - St.Urban. Operado por Aare Seeland mobil.

### S-Bahn
S-Bahn Argovia
En la estación terminan su recorrido o lo inician dos líneas pertenecientes a la red S-Bahn Argovia:
- S 23 Langenthal – Olten – Aarau – Lenzburg – Brugg – Baden.
- S 29 (Langenthal – Olten –) Aarau – Wildegg – Brugg – Turgi. Solo recibe servicios esporádicos.

S-Bahn Lucerna
También forma parte de la red S-Bahn Lucerna, donde inician o finalizan sus servicios dos líneas de cercanías de esta red:
- S 6 Lucerna - Wolhusen - Huttwil - Langenthal
- S 7 Wolhusen - Huttwil - Langenthal